# Giordana Sorrentino
Giordana Sorrentino (Roma, 27 aprile 2000) è una pugile italiana della categoria dei pesi mosca leggeri.
Soprannominata Caterpillar, nel 2022 si è laureata campionessa ai Giochi del Mediterraneo nella categoria dei pesi mosca leggeri.

## Biografia
Inizia a frequentare la palestra e ad allenarsi all'età di 13 anni, dopo che ha subito un infortunio al ginocchio praticando il pattinaggio artistico a rotelle seguendo le orme del fratello maggiore Michael..

### Giovanili
Nel 2016 vince la medaglia d'argento ai Campionati italiani juniores a Pisa nella categoria 50 kg.
Nel 2017 vince il Campionato italiano Juniores categoria 50 kg a Chieti. e ai Campionati mondiali di pugilato dilettanti Youth 2017 a Guwahati in India viene eliminata ai 16°, nella categoria 57 kg, dalla scozzese Victoria Glover.
Nel 2018 ai Campionati europei di pugilato giovanili a Roseto degli Abruzzi perde ai quarti, nella categoria 57 kg, contro la slovacca Jessica Triebelova mentre ai Campionati mondiali di pugilato giovanili di Budapest in Ungheria, perde ai quarti di finale, nella categoria 57 kg, contro la statunitense Isamary Aquino.

### Dilettanti
Nel 2018 a Pescara vince il primo titolo italiano Elite nella categoria 57kg (peso piuma).
Nel 2019 vince il Campionato italiano di pugilato Elite femminile nella categoria 54 kg (Peso gallo). Ad ottobre ai Campionati mondiali di pugilato dilettanti femminile 2019 a Ulan-Udė in Russia, nella categoria 54 kg (Peso gallo), viene eliminata agli ottavi dalla cinese di Taipei Huang Hsiao-wen. Ai Giochi mondiali militari di Wuhan in Cina viene eliminata dalla russa nei quarti nella categoria 54 kg (Peso piuma).
Con la vittoria del bronzo nel torneo preolimpico di Parigi, la Sorrentino ottiene il pass per le Olimpiadi di Tokyo 2020. In terra nipponica la pugile romana si ferma agli ottavi del torneo, elimintata dalla cinese di Taipei Huang Hsiao-wen nella categoria pesi mosca.
Nel 2021 a Mosca in Russia vince la medaglia d'argento alla 58ª edizione dei Mondiali Militari di Pugilato, kermesse organizzata dal Consiglio Mondiale degli Sport Militari (CISM), nella categoria dei 51kg.
Nel 2022 a Parenzo in Croazia vince la medaglia d'oro ai Campionati Europei Under-22 nella categoria 50 kg e ad Orano in Algeria la medaglia d'oro ai Giochi del Mediterraneo nella categoria 50 kg. Ai Campionati mondiali di pugilato dilettanti 2022 disputati a Istanbul in Turchia viene eliminata ai quarti di finale dall'uzbeka Aziza Yokubova. Ai Campionati europei di pugilato dilettanti femminili 2022 disputati a Budua in Montenegro, Giordana vince la medaglia bronzo nella categoria 50 kg, sconfitta in semifinale dalla turca Buse Naz Çakıroğlu.

## Palmarès
| Evento                  | Edizione      | Categoria                   | Sedicesimi              | Ottavi di finale                   | Quarti di finale             | Semifinali                  | Finale                   | Pos.   | Note   |
| Evento                  | Edizione      | Categoria                   | Avversaria Risultato    | Avversaria Risultato               | Avversaria Risultato         | Avversaria Risultato        | Avversaria Risultato     | Pos.   | Note   |
| ----------------------- | ------------- | --------------------------- | ----------------------- | ---------------------------------- | ---------------------------- | --------------------------- | ------------------------ | ------ | ------ |
| Mondiali                | Ulan-Udė 2019 | Pesi gallo (-54 kg)         | S. Hamamoto (JPN) V 5-0 | Huang H.-w. (TPE) P 0-5            | non qualificata              | non qualificata             | non qualificata          | 9ª     | [ 15 ] |
| Mondiali militari       | Wuhan 2019    | Pesi piuma (-57 kg)         | N.D.                    | O. Nergui (MNG) V 5-0              | S. Sagataeva (RUS) P 0-5     | non qualificata             | non qualificata          | 5ª     | [ 16 ] |
| Olimpiadi               | Tokyo 2020    | Pesi mosca (-51 kg)         | N.D.                    | I.d.V. Cardozo Rojas (VEN) V (5-0) | Huang H.-w. (TPE) P (0-5)    | non qualificata             | non qualificata          | 9ª     | [ 17 ] |
| Europei Under-22        | Parenzo 2022  | Pesi mosca leggeri (-50 kg) | N.D.                    | N.D.                               | S. Stubley (ENG) V 5-0       | C. González (ESP) V 5-0     | P. Kaivo-oja (FIN) V 4-1 | Oro    | [ 18 ] |
| Mondiali                | Istanbul 2022 | Pesi mosca leggeri (-50 kg) | E. Mohamed (EGY) V 5-0  | C. Fryers (IRL) V 5-0              | A. Yokubova (UZB) P 1-4      | non qualificata             | non qualificata          | 5ª     | [ 19 ] |
| Giochi del Mediterraneo | Orano 2022    | Pesi mosca leggeri (-50 kg) | N.D.                    | N.D.                               | E. Mohamed (EgittoEGY) V 3-0 | L. Fuertes (ESP) V 3-0      | R. Moulai (FRA) V 3-0    | Oro    | [ 20 ] |
| Europei                 | Budua 2022    | Pesi mosca leggeri (-50 kg) | Bye                     | L. Fuertes (ESP) V 5-0             | A. Grigoryan (ARM) V 5-0     | B. N. Çakıroğlu (TUR) P 0-5 | non qualificata          | Bronzo | [ 21 ] |